# Juaneño
Juaneño (Acjachemen, Acjachemem), pleme Shoshonean Indijanaca naseljeno u prošlosti u području san Juan Capistrana i susjednim krajevima Kalifornije gdje su imali osam sela (Swanton). Od nekadašnjih 1,000 (1770; Kroeber) preostalo ih je 1800. 500, a po popisu iz 1910. tek 16. U novije vrijeme oko 50 ih živi u južnoj Kaliforniji pod imenom Juaneño Band of Mission Indians ili Acjachemen Nation. Svoje plemensko priznanje dobili su tek 1993. od države Kalifornije, a na federalno priznanje još čekaju. 

## Ime
Ime Juaneño dolazi po misiji San Juan Capistrano. Gatschet (1876.) ih naziva Gaitchim a Hale (1846), neadekvatnim nazivom Netela, čije je značenje "my language."

## Sela
Ahachmai, na donjem toku San Juan Creeka; Alona, sjeverno od misije San Juan Capistrano; Hechmai, blizu obale, južno od Arroyo San Onofre; Humai, na srednjem toku San Juan Creeka; Palasakeuna, na Arroyo San Mateo; Panhe, kod ušća Arroyo San Mateo; Piwiva, na San Juan Creeku; i Pu-tuid-em (Putiidhem), na obali između San Juan i Aliso Creeka.

## Kultura i povijest
Juaneño na području današnjeg okruga Orange i dijelovima okruga Los Angeles, San Bernardino, Riverside i San Diego u Kaliforniji žive tisućama godina. Njihove kuće bili su čunjasti wickiupi učinjene od vrbe i tule-trske kojih ima 17 vrsta u Kaliforniji, a Indijancima služi za gradnju čamaca i nastambi i pletenje hasura i košara. Oni su bili sakupljači, lovci i ribari. Sakupljali si žir, lovili jelena i zeca i na obalama sakupljali školjke abalone i jastoge. –Ovaj srdačan narod 1769. prijateljski dočekuje španjolske misionare i vojnike, ali ovi će ih uskoro protjerati na misiju San Juan Capistrano, gdje će pleme Acjachemen postati ubuduće poznato kao Juaneños. 
Juaneño se danas bore za federalno priznanje, a sebe oduvijek smatraju suverenim narodom pod kojim se imenom 2003. godine vodi oko 1,600 pripadnika, no tek oko pedesetak (2000) ih je punokrvnih.

## Jezik
jezično pripadaju porodici Juto-Asteci i govore varijantom jezika Indijanaca Luiseño, te su najsrodniji grupama Luiseño, Cahuilla i Aguas Calientes.

## Vanjske poveznice
- Juaneño Band of Mission Indians, Acjachemen Nation  Arhivirana inačica izvorne stranice od 5. siječnja 2007. (Wayback Machine)
- Juaneno Band of Mission Indians  Arhivirana inačica izvorne stranice od 12. kolovoza 2007. (Wayback Machine)
- Putiidhem, Mother Village of the Acjachemen  Arhivirana inačica izvorne stranice od 29. rujna 2007. (Wayback Machine)